# Khlibne (Djankoi)
|  | Per a altres significats, vegeu «Khlibne». |

Khlibne (en ucraïnès: Хлібне, rus: Хлебное, Khlebnoie) és un poble de la República Autònoma de Crimea a Ucraïna, que el 2014 tenia 66 habitants. Pertany al districte rural de Djankoi. Fins al 1948 la vila es deia Sirtkí-Adjí-Akhmat.